# Grabovci (Serbia)
Grabovci (cyr. Грабовци) – wieś w Serbii, w Wojwodinie, w okręgu sremskim, w gminie Ruma. W 2011 roku liczyła 1189 mieszkańców.